# Тит Секстій Корнелій Африкан
Тит Се́кстій Корне́лій Африка́н (лат. Titus Sextius Cornelius Africanus; I—II століття) — політичний і державний діяч часів Римської імперії, ординарний консул 112 року.

## Біографія
Походив з роду нобілів Секстіїв. Син Тита Секстія Магія Латерана, консула 94 року. Про Тита Секстія Корнелія відомостей відомо замало.
112 року він був ординарним консулом разом з імператором Траяном. З того часу згадок про нього немає.

## Сім'я
- Дружина — матрона з роду Вібіїв, ім'я якої не збереглося.

Діти
- Тит Секстій Латеран, консул 154 року.
- Секстія, дружина Аппія Клавдія Пульхера, консула-суффекта невідомого року у II столітті.